# Zouïa
Zouïa (en ukrainien et en russe : Зуя ; en tatar de Crimée : Zuya) est une commune urbaine de la péninsule de Crimée. Sa population s'élevait à 7 085 habitants en 2013.

## Géographie
Zouïa est arrosée par deux petites rivières, la Zouïa et la Foundoukla. Elle est située à 20 km au nord-est de Simferopol.

## Histoire

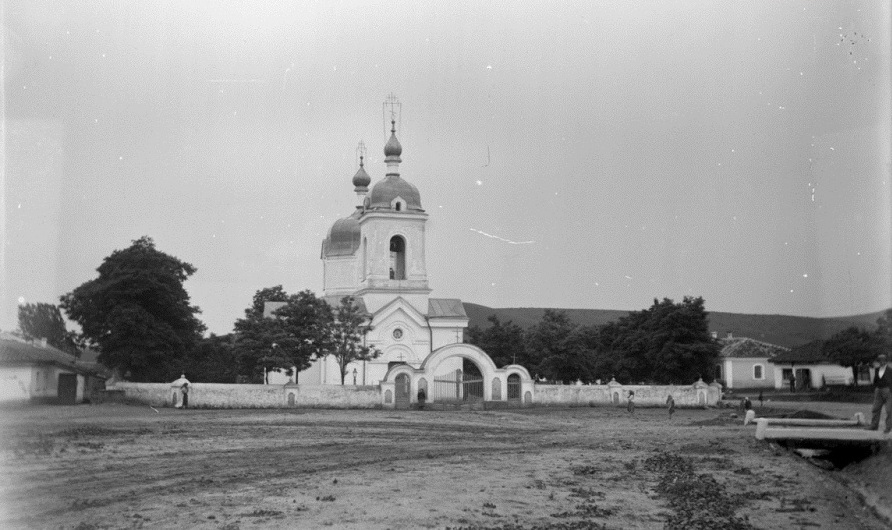
Eglise Saint-Nicolas (1884), Zouïa

Le régime soviétique s'établit à Zouïa en novembre 1920. En 1929, un kolkhoze y est créé et au cours des années suivantes une station de machines et de tracteurs (SMT), une école, un hôpital, une usine. Pendant la Seconde Guerre mondiale, Zouïa est un centre actif de partisans. En 1957, le village accède au statut de commune urbaine. Depuis 1963, Zouïa fait partie du raïon de Bilohirsk.

## Population
La population de Zouïa comprend 46 pour cent de Russes, 26 pour cent d'Ukrainiens et 22 pour cent de Tatars de Crimée.
Recensements (*) ou estimations de la population :
| 1959* | 1970* | 1979* | 1989* | 2001* |
| ----- | ----- | ----- | ----- | ----- |
| 5 646 | 4 173 | 4 811 | 5 711 | 6 938 |

| 2009  | 2010  | 2011  | 2012  | 2013  |
| ----- | ----- | ----- | ----- | ----- |
| 6 989 | 6 994 | 7 027 | 7 027 | 7 085 |

## Transports
Zouïa se trouve sur la route M-17 qui relie Simferopol à Kertch par Feodossia.